# Walter von Sterneck
Walter Freiherr von Sterneck (* 8. November 1852 in Klagenfurt; † 11. April 1933 auf Schloss Hornstein, Weimar) war ein österreichischer Gutsbesitzer und Politiker aus dem Adelsgeschlecht Daublebsky von Sterneck.

## Familie
Sterneck war der Sohn des Kreisgerichtsrats Otto von Sterneck (* 1. Februar 1821 in Klagenfurt; † 16. Dezember 1890 auf Schloss Liemberg) und dessen Ehefrau Karoline Freiin von Dickmann-Secherau (* 5. November 1822; † 1. Juni 1894). Er war römisch-katholisch und heiratete am 24. Januar 1899 Ida Edle von Walterskirchen Freiin zu Wolfsthal (* 27. Februar 1867; † 23. April 1943). Aus der Ehe gingen ein Sohn und eine Tochter hervor. Er ist in der Familiengruft in Liemberg begraben.

## Leben
Sterneck besuchte das Gymnasium in St. Paul im Lavanttal und in Klagenfurt. Danach studierte er Rechtswissenschaften in Wien, Graz und Innsbruck. Die zweite Staatsprüfung legte er in Graz ab. Nach dem Studium wurde er am 21. April 1877 Konzeptspraktikant in der Kärntner Landesregierung und war dann von 1878 und 1879 Praktikant bei der Statthalterei in Zara/Zadar. 1881 wurde er nach Sarajewo, dann nach Wien in das k. u. k. Finanzministerium versetzt. Zwischen 1883 und 1888 arbeitete er als Bezirkskommissär bei der Statthalterei in Linz, danach als Ministerialkonzipist im k. u. k. Ministerium für Landesverteidigung in Wien. Im Jahr 1893 wurde er Ministerial-Sekretär. 1895 wurde er auf eigenen Wunsch pensioniert.
1910 war er Erster Obmann der Kärntner Landsmannschaft und 1913 Stellvertreter des Vorsitzenden des „Landesverbandes für Heimatschutz“. Er wurde mit dem Komturkreuz des kaiserlich österreichischen Franz-Joseph-Ordens ausgezeichnet.
Vom 26. Januar 1897 bis zum 20. September 1915 war er Abgeordneter im Kärntner Landtag. Er war in der VIII. Wahlperiode von 1897 bis 1902 Mitglied des juridisch-politischen, des Revisions- und des Wahlreformausschusses. In der IX. Wahlperiode von 1903 bis 1909 war er Mitglied des volkswirtschaftlichen, des juridisch-politischen und des Revisionsausschusses und in der X. Wahlperiode von 1909 bis 1915 gehörte er dem Landesausschuss an. Weiterhin war er Mitglied im Klub Verfassungstreue.